# Odins Law
Odins Law е канадска RAC / Траш метъл група от Съри/Ванкувър, Британска Колумбия, основана през 1993 година.

## Дискография
Демо
- 1993 – „Demo '93“ (Cass, S/Sided)[1]

Студийни албуми
- 1997 – „Battle Legions of Wotan“ (Viking Sounds)[1]
- 1998 – „Odins Law & Corona Ferrea – Live In Switzerland '98“ (Gold Tooth Records)[1]
- 1999 – „Still Standing Strong“ (SubZero Records)[1]

Сингли и EPs
- 1999 – „The Fire In Your Eyes“ (SubZero Records)[1]
- 2001 – „Never Fade Away“ (Warfare)[1]
- 2001 – „To Death We Ride“ (Backstreetnoise Music)[1]

## Състав

### Настоящи членове
- Greg – вокал, китара
- Brian – бас
- Darryl – барабани
- Fester – китара
- Jay – китара

### Бивши членове
- Wayne – бас
- Stuey – барабани
- Kelly – вокал